# Юзеф Нойман
Юзеф Нойман (пол. Józef Neumann; 25 січня 1857, Сянок — 30 грудня 1932, Львів) — президент Львова, посол до Галицького крайового сейму, друкар.
Відомий своїми твердженнями про польськість Львова.

## Біографія
Народився в родині податкового службовця Юзефа Ноймана та Кристини Мохнацької. 
Після одруження з дочкою Корнеля Піллера — власника друкарні «Piller & Ska», яка існувала у Львові з 1770 року, — став співвласником підприємства. Як давнього члена міської ради обраний першим віце-президентом у 1907 році, а 11 березня 1911 року — президентом міста. З короткою перервою (1915—1918) він займав цю посаду до 31 серпня 1927 року. У 1913 році став послом до Галицького крайового сейму замість померлого Станіслава Цюхцінського. 
Під час Першої світової війни в 1914 році як представник містян Львова був членом східної секції Чільного національного комітету. Був віце-президентом Національної Асоціації Червоного Хреста. У лютому 1918 року став одним зі ста членів Тимчасової міської ради у Львові. Став членом Тимчасового керівного комітету Львова, призначений 23 листопада 1918 р. Брав активну участь у битві за Львів 1918 року, за яку його нагороджено Хрестом Хоробрих та Хрестом Оборони Львова. Був головою, зокрема, Міської каси ощадності (пол. Miejska Kasa Oszczędności), філії польського гімнастичного товариства «Сокіл» у Львові. Був членом Першої національної будівельної виставки у Львові, організованої у вересні 1926 року на Східних торгах.
У шлюбі з Казімерою Піллерівною в них було п'ятеро дітей.
Похований на Личаківському цвинтарі у Львові.
У травні 1937 Рада міста Львова перейменувала тогочасну вулицю Митну (пол. Cłowa) на вулицю Юзефа Ноймана (нині — Митна площа).